# سلوك الديناصورات

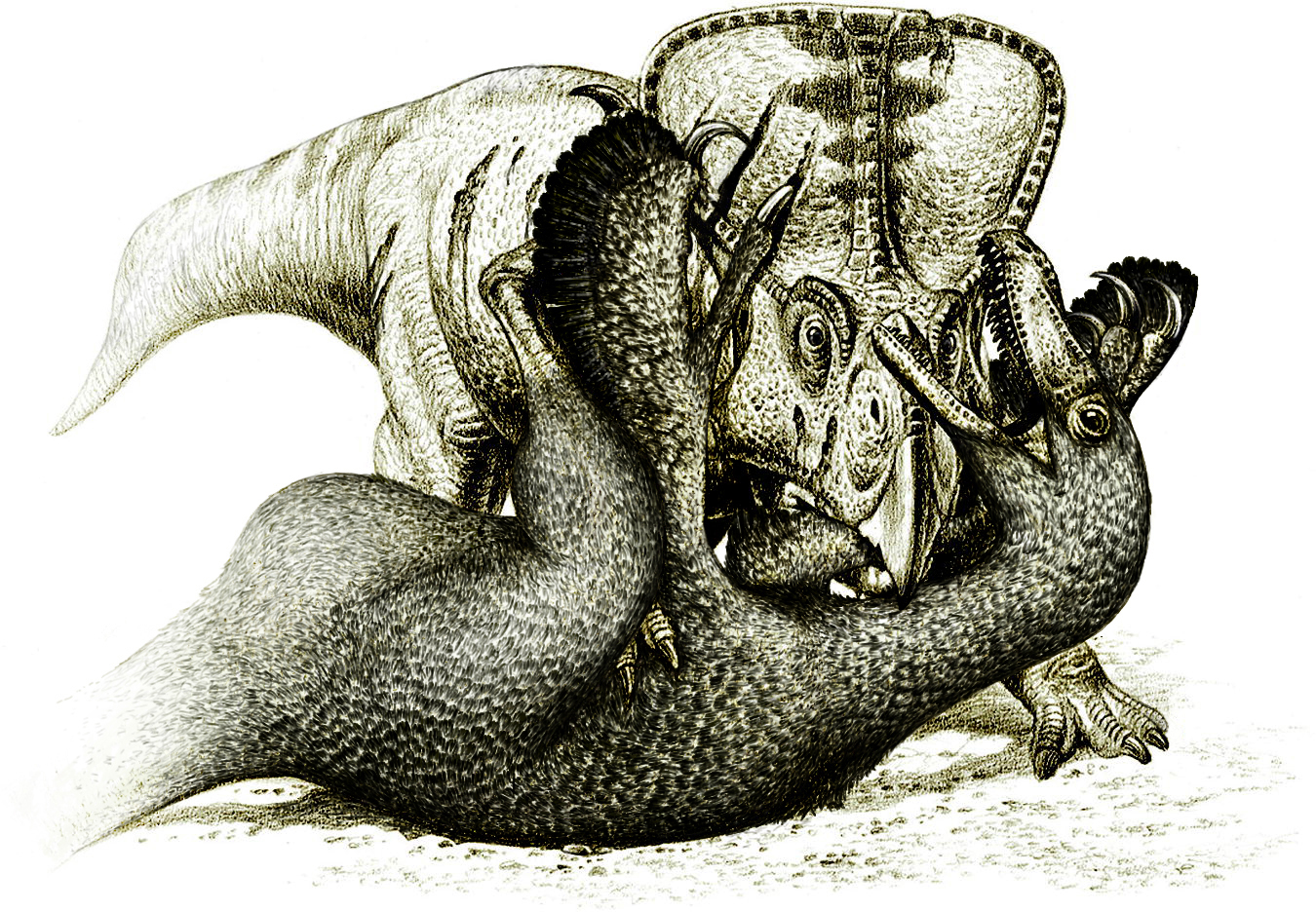

سلوك الديناصورات هي دراسة يصعب على علماء الأحافير دراستها نظرًا لأن الكثير من علم الأحافير يعتمد فقط على البقايا المادية للحياة القديمة. ومع ذلك، يمكن أن تعطي الحفريات الأثرية وعلم الأمراض القديمة نظرة ثاقبة لسلوك الديناصورات.
تستند تفسيرات للسلوك الديناصورات إلى تشكل هيئة للحفريات ومقارنات مع الحيوانات الحديثة في مماثلة بيئات ايكولوجية. على هذا النحو، وقد يظل مثيرًا للجدل في المستقبل المنظور. ومع ذلك، هناك اتفاق عام على أن بعض السلوكيات الشائعة في التماسيح والطيور، أقرب الأقارب الأحياء للديناصورات، كانت شائعة أيضًا بين الديناصورات. كان السلوك الاجتماعي شائعًا في العديد من أنواع الديناصورات. قد تكون الديناصورات قد تجمعت في قطعان للدفاع عن الهجرة، أو لتوفير الحماية لصغارهم. هناك أدلة على أن العديد من أنواع الديناصورات منها ذوات الأرجل المختلفة، والصربوديات، والأنكيلوصورات، وأورنيثوبودس، والسيراتوبس، شكلت تجمعات من الأفراد غير الناضجين. تم العثور على أعشاش وبيض لمعظم مجموعات الديناصورات الرئيسية، ويبدو من المرجح أن الديناصورات تواصلت مع صغارها بطريقة تشبه الطيور والتماسيح الحديثة. القمم والرتوش بعض الديناصورات، قد تكون هشة جدا لاستخدامها في الدفاع الفعال، ولذا كانوا من المحتمل استخدامها ليعرض الجنسية أو العدوانية، على الرغم من لا يعرف إلا القليل عن التزاوج ديناصور والمناطق التابعة. يبدو أن معظم الديناصورات اعتمدت على الحركة البرية. إن الفهم الجيد لكيفية تحرك الديناصورات على الأرض هو المفتاح لنماذج سلوك الديناصورات؛ قدم علم الميكانيكا الحيوية، على وجه الخصوص، نظرة ثاقبة مهمة في هذا المجال.
على سبيل المثال، قامت دراسات القوى التي تمارسها العضلات والجاذبية على الهيكل العظمي للديناصورات بالتحقيق في مدى السرعة التي يمكن أن تعمل بها الديناصورات ما إذا كان يمكن للديناصورات أن تخلق دويًا صوتيًا عن طريق انجذاب ذيل يشبه السوط وما إذا كان الصربوديات يمكن أن تطفو.

## سلوك سيراتوبسيان
تضمن أكتشاف سلوك هذا الديناصور من خلال البقايا المتحجرة لمجموعة من العلماء. وقد أكتشفوا أن هذه الحالة، قد يكون بسبب عدد الأحداث الكبير بسبب التعشيش الجماعي.
سيطرت الرواسب الأحفورية على أعداد كبيرة من سيراتوبسيدات من أنواع فردية تشير إلى أن هذه الحيوانات كانت اجتماعية إلى حد ما على الأقل. ومع ذلك، فإن الطبيعة الدقيقة للسلوك الاجتماعي للسيراتوبسيد كانت تاريخياً مثيرة للجدل. في عام 1997، جادل المؤلف ليمان بأن تجمعات العديد من الأفراد المحفوظة في فراش العظام نشأت على أنها «غزو» محلي وقارنها بأحداث حديثة مماثلة في التماسيح والسلاحف. يفسر مؤلفون آخرون، مثل سكوت دي سامبسون، هذه الرواسب على أنها بقايا قطعان كبيرة «معقدة اجتماعيا».
تميل الحيوانات الحديثة التي لها إشارات تزاوج بارزة مثل قرون ورتوش السيراتوبسيات إلى تشكيل هذه الأنواع من الروابط الكبيرة والمعقدة. وجد قواسم مشتركة بين النمو البطيء لإشارات التزاوج في سنتروسورين والمراهقة  الممتدة للحيوانات التي تم تصنيف هياكلها الاجتماعية في تسلسل هرمي قائم على الفروق المرتبطة بالعمر. في هذه الأنواع من المجموعات، عادة ما ينضج الذكور الصغار جنسيًا لعدة سنوات قبل أن يبدأوا بالفعل في التكاثر، عندما يتم تطوير إشارات التزاوج بشكل كامل. على النقيض من ذلك، لا تتمتع الإناث بمثل هذه المراهقة الممتدة.

## سلوك صنفي أورنيثوبود وباركوصور
أكدت أيضًا السلوك الأبوي بين هذين الدينصورين من جزيرة سكاي في شمال غرب اسكتلندا.

### أوريكتودروميوس
استنادًا إلى الأدلة الأحفورية الحالية من الديناصورات مثل أوريكتودروميوس يبدو أن بعض الأنواع العاشبة قد أدت إلى نمط حياة أحفوري جزئيًا

### إيغوانودون
كان أول دليل محتمل على سلوك الرعي هو اكتشاف عام 1878  لـ31 ديناصور من نوع إيغوانودون، والتي يُعتقد أنها هلكت معًا في بيرنسارت، بلجيكا، بعد أن سقطوا في حفرة عميقة غمرتها المياه وغرقوا.

### Hadrosauridae
تشير المئات أو حتى الآلاف من الحيوانات العاشبة إلى أن تنشط البط المسمى ب (هادروسوريد) ربما يكون قد تحركت في قطعان كبيرة، مثل البيسون الأمريكي أو  سبرينج بوك الأفريقي.

## سلوك السوروبودومورف
تم الإعتماد على توثق مسارات السوروبودومورف حيث أن هذه الحيوانات سافرت في مجموعات تتكون من عدة أنواع مختلفة، على الأقل في أوكسفوردشاير، إنجلترا على الرغم من عدم وجود دليل على هياكل قطيع محددة. هناك دليل على أن الصربوديات من تيتانوصوريات باتاغونيا (اكتشف في 1997) وقد أعتمدوا على مجموعات كبيرة.  وقد تم العثور على جنين ديناصور بدون أسنان، مما يشير إلى أن بعض الرعاية الأبوية كانت مطلوبة لإطعام الديناصور الصغير.